# Naturschutzgebiet Mental

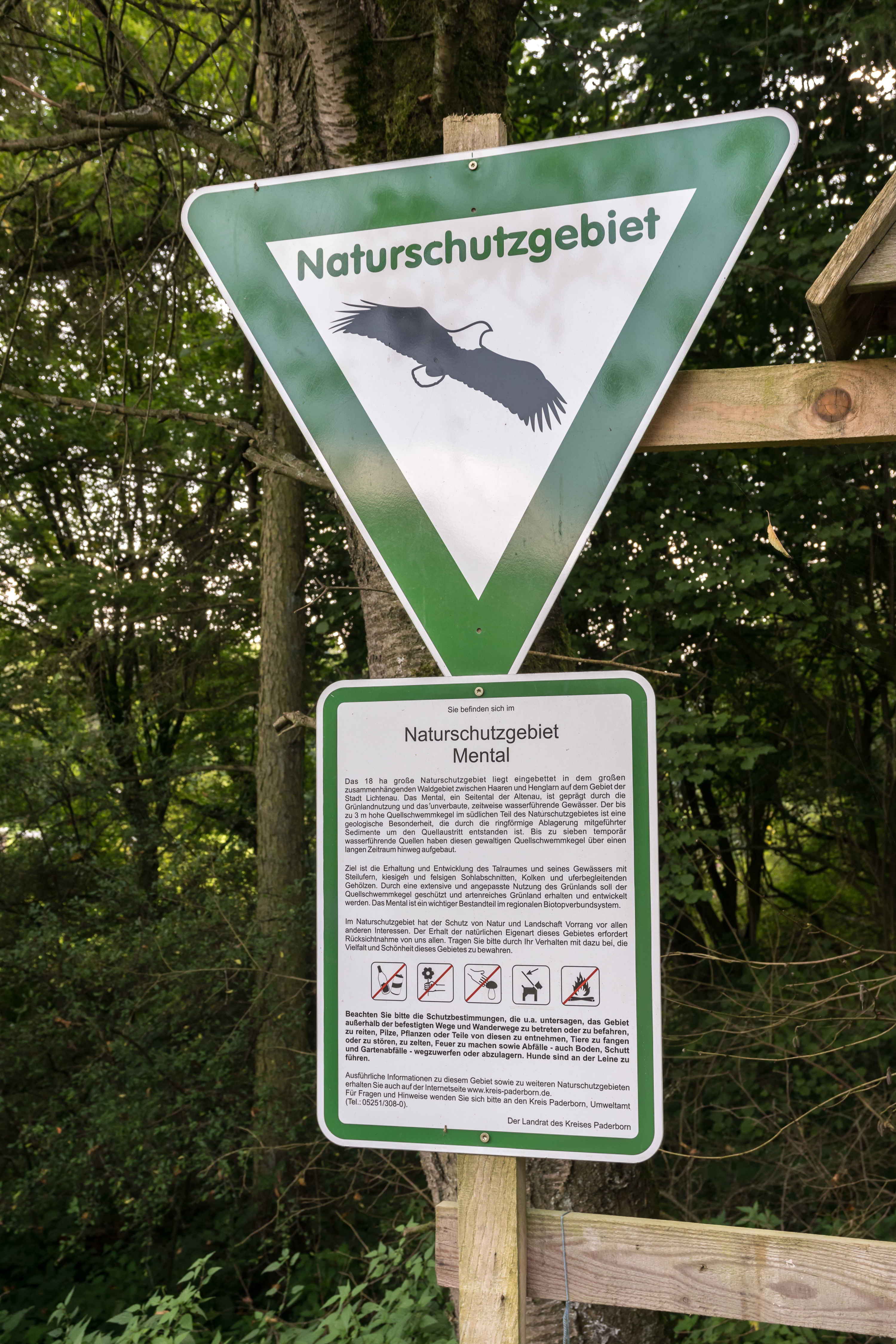
Naturschutzgebiet Mental

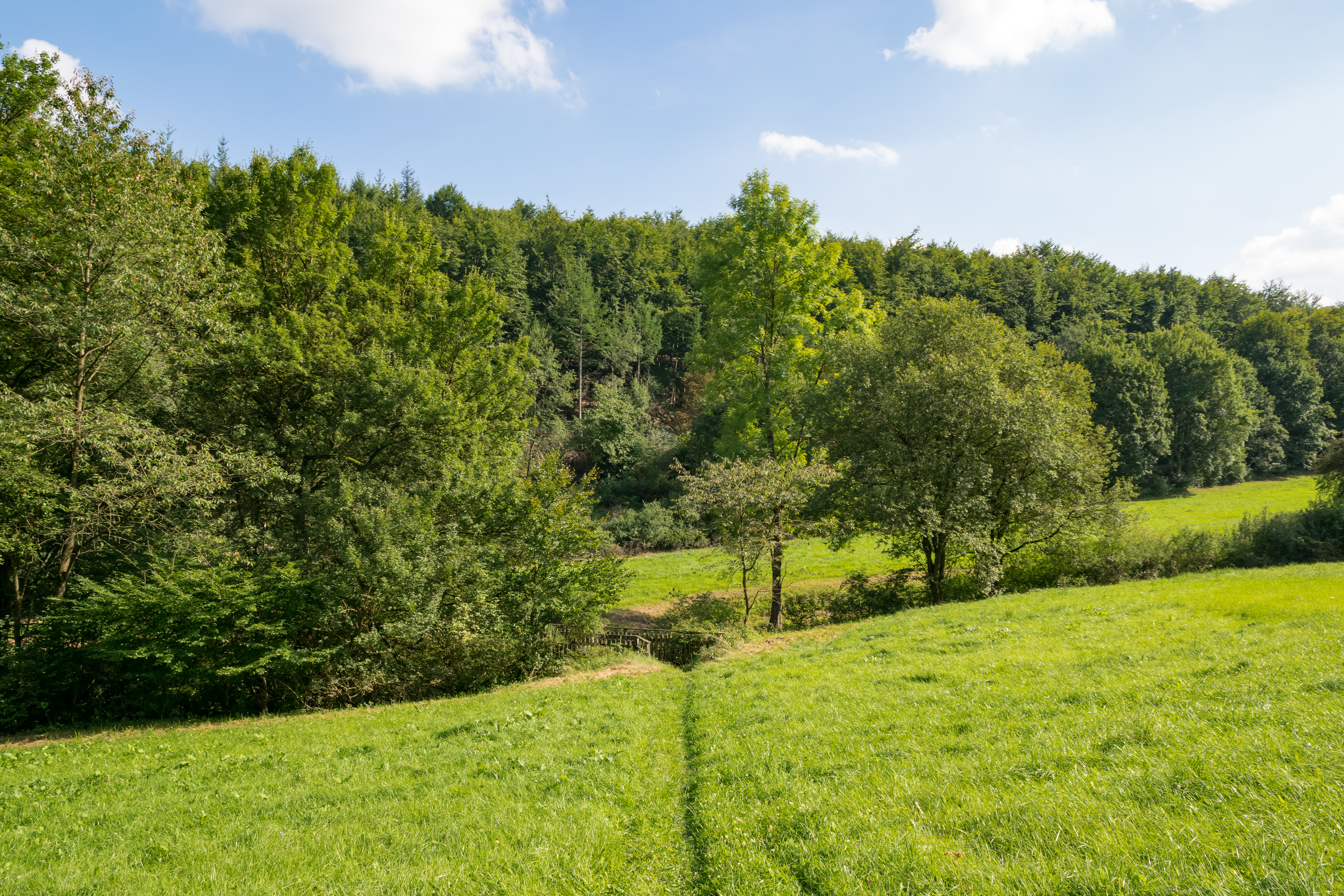
Blick ins Tal

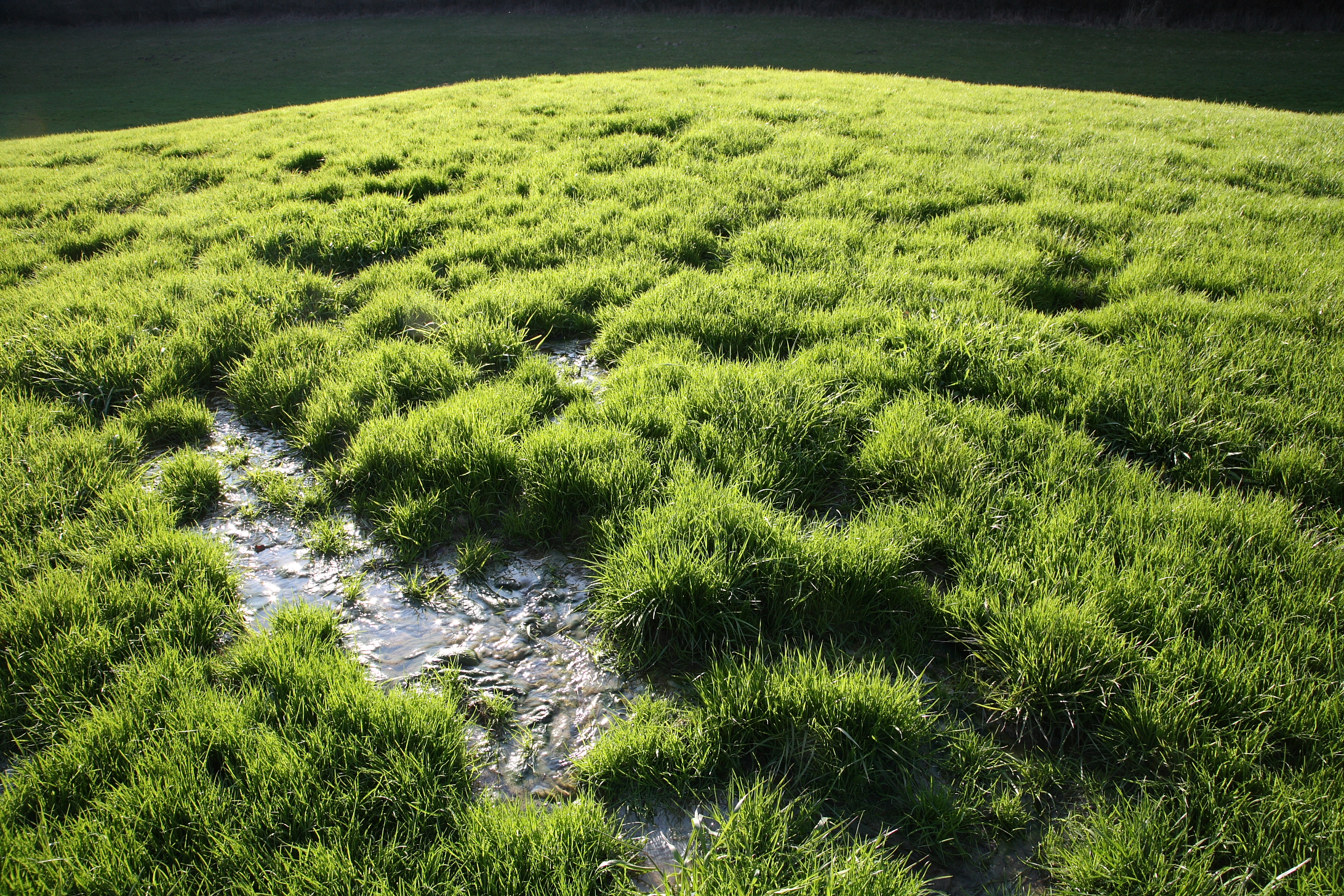
Quellschwemmkegel

Das Naturschutzgebiet Mental liegt auf dem Gebiet der Stadt Lichtenau im Kreis Paderborn in Nordrhein-Westfalen. Das 18,11 ha große Gebiet wurde im Jahr 2014 als Naturschutzgebiet (NSG) mit dem Landschaftsplan Lichtenau durch den Kreistag des Kreises Paderborn ausgewiesen.

## Beschreibung
Das Schutzgebiet liegt westlich von Henglarn, gehört aber zur Gemarkung Atteln. Es umfasst eine Tal- und Auenlandschaft inmitten eines geschlossenen Waldgebietes im Mental. Das Mental ist durch fließgewässerdynamische Prozesse geprägt. In der Aue liegen intensiv genutzte Wiesenfuchsschwanz-Wiesen, aber auch Magergrünland. Im südlichen Drittel des Schutzgebietes befindet sich ein Quellschwemmkegel mit etwa 50 m Durchmesser und etwa 3 m Höhe. Der eine geologische Besonderheit in der durch Karstgestein gebildeten Paderborner Hochfläche darstellt. Eine weitere Besonderheit sind kleine Wasserfälle. Am Fluss befinden sich naturnah verlaufende Fließgewässerabschnitte mit felsiger Sohle, felsigen Prallhängen, Kiesbänken und Kolken sowie mehrere Quellbereiche. Der Bach ist eine temporär wasserführende Schledde. Der Bach ist durchgehend von strukturreichen Ufergehölzen gesäumt.